# ائرو ای.۲۳
ائرو ای. ۲۳ (به انگلیسی: Aero A.23) یک هواپیمای ساختِ آئرو ودوخودی است که در سال دههٔ ۱۹۲۰ ساخته شد. نخستین استفاده‌کنندهٔ این هواپیما چک ایرلاینز بوده‌است.